# 2:a klass ubåt
Angående typer för flottans fartyg föreslog 1906 års sakkunniga, att de ubåtar, som skulle ingå i flottan, borde utgöras av två typer, en större, 1:a klassubåtar, företrädesvis avsedda för operation i öppen sjö, och en mindre, 2:a klassubåtar, huvudsakligen för uppträdande i skärgård.
2:a klass ubåtarna erhöll nummer istället för namn och därmed döptes även Hajen om till "Ub No 1". 1907 började Carl Richson ta fram konstruktionsunderlag till en serie om tre 2:a klass ubåtar och 1908 beställdes Ub No 2 - 4 hos Motala Verkstad. Utformningen av båtarna influerades starkt av erfarenheterna från Hajen.